# エルマーク
エルマークとは、一般社団法人日本レコード協会（RIAJ）に所属するレコード会社・映像製作会社が提供するコンテンツを示す登録商標である。ライセンス（license）を意味するアルファベットの大文字のLをデザインしている。

## 概要
エルマークは、RIAJが発行機関となり、日本レコード協会に所属するレコード会社や映像製作会社と正規に契約を結んでコンテンツを公開しているサイトのトップページや購入ページ（ダウンロードや購入決裁を行うページ）または再生画面ページなどに登録番号（RIAJ+数字8桁）とともに表示されている。2012年7月31日現在、1,476サイト、254事業者（サイマル31社含む）がエルマークの発行を受けている。
エルマークの目的は、ダウンロード違法化に伴い、正規にコンテンツを販売しているサイトを消費者が見分けやすくすることである。ただし、エルマークが表示されていなければ違法サイトというわけではなく、日本音楽著作権協会（JASRAC）等の他の著作権管理団体による登録番号が明示されている事もある。

## デザインの種類

### サイトに対応したもの

Lマーク

- 基本形

RIAJに所属するレコード会社や映像製作会社と正規に契約を結んでコンテンツを公開しているサイトを表す。

### コンテンツの利用形態に対応したもの

DL可能のロゴ

視聴のみ可能のロゴ

転載可能のロゴ

- 「ダウンロードOK」

基本形に下向きの矢印「↓」を追加したデザイン。
正規にライセンスされたコンテンツをダウンロードできるが、ダウンロードしたコンテンツを自由に複製したり、第三者に譲渡することが制限されている利用形態。
- 「視聴のみOK」

基本形に目と耳を追加したデザイン。
ストリーミングにて視聴することのみが、正規にライセンスされたコンテンツ。
プレーヤーにキャッシュされたデータをファイル化したり、ダウンロードツールでストリーミングされたデータをファイル化するなどして、複製可能かつ再生可能な状態にすることが禁止されている利用形態。
例えば、ストリーミングにて視聴することのみが許諾されたサイトにおいて、FLASH形式の動画(拡張子flv形式の動画)を、Webブラウザのプラグインなどでダウンロードしてファイルとして保存する行為は、ライセンス違反であり、著作権侵害となる。
- 「転載OK」

基本形に下向きの矢印と上向きの矢印「↑」を追加したデザイン。
デジタル著作権管理(DRM)がなく、ダウンロードしたコンテンツを自由に複製したり、第三者への譲渡が可能な利用形態。
ただし、別のコンテンツを作成するために利用する場合においては、別途許諾が必要になる場合がある。

## 経緯
- 2007年10月 - 文化庁長官の諮問機関・文化審議会著作権分科会私的録音録画小委員会がダウンロード違法化を中間報告。
- 2008年2月 - エルマーク運用開始。当初は音楽配信サイトのみを対象としていた。
- 2008年12月 - 委員会がダウンロード違法化を最終報告。
- 2009年3月 - エルマークの対象に映像配信サイトを追加。ダウンロード違法化の著作権法の改正が閣議決定。
- 2010年1月 - ダウンロード違法化を含む著作権法の改正が施行。
- 2012年10月 - 違法ダウンロードに対する刑事罰を含む著作権法の改正が施行。
- 2012年12月 - コンテンツ利用形態により、「ダウンロードOK」「視聴のみOK」「転載OK」の3種類のエルマークを追加。[3]